# Антилоповый кенгуру
Антилоповый кенгуру, или кенгуру-антилопа (лат. Osphranter antilopinus, или Macropus antilopinus) — млекопитающее семейства кенгуровых. Видовое название означает «антилопообразный».

## Описание
Длина головы и тела самцов: 100—140 см, самок: 75—100, длина хвоста у самцов: 80—90, у самок: 60—70. Вес: 16—49 кг. Окрас рыжевато-коричневый или голубовато-серый. Этот вид общительный и его можно наблюдать в группах до 30 особей. Беременность длится 34 дня. Диплоидный набор хромосом, 2n = 16.

## Распространение
Эндемик Австралии, где он распространён в северных муссонных тропических эвкалиптовых редколесьях с подлеском из многолетних трав. Вид также встречается во вторичных лесах, на лугах и пастбищах. Обычно обитает ниже 500 м над уровнем моря.

## Угрозы и охрана
Угрозы неизвестны. Вероятно, в некоторой степени виду грозит увеличение пастбищ и освоение земель людьми. Антилоповый кенгуру встречается во многих природоохранных территориях.